# Вольф, Сьюзан
Сьюзан Р. Вольф (англ. Susan R. Wolf; род. 1952) — американский учёный-философ, специалист по этике. Доктор философии (1978), заслуженный именной профессор Университета Северной Каролины в Чапел-Хилл (эмерит; преподавала с 2002 по 2022), до того именной профессор Университета Джонса Хопкинса, член Американской академии искусств и наук (1999) и Американского философского общества (2006). Лауреат Lauener Prize (2022).

## Биография
Окончила Йельский университет (бакалавр summa cum laude по математике и философии с особым отличием в последней, 1974), где училась с 1970 года, принималась в Phi Beta Kappa (1972). Получила степени магистра (1977) и доктора философии (1978, научный руководитель Т. Нагель) по философии в Принстоне, где занималась для этого с 1974 года.
С 1978 по 1981 год ассистент-профессор Гарварда, а с 1981 по 1986 год — Мэрилендского университета; с 1986 по 1990 год ассоциированный, с 1990 по 2002 год профессор Университета Джонса Хопкинса, именной профессор (Duane Peterson Professor) этики с 1998 года, и в 1994—1997 и 1999—2001 годах заведующая кафедрой. С 2002 года именной заслуженный профессор (Edna J. Koury Distinguished Professor) философии Университета Северной Каролины в Чапел-Хилл.
В 2010—2011 годах президент Восточного дивизиона Американской философской ассоциации, его вице-президент с 2009 года. Член совета Американской академии искусств и наук, являлась председателем в оной секции философии.
Отмечена Mellon Distinguished Achievement Award (2002). Стипендиат Гуггенхайма (1993). Выбрана для чтения оксфордских John Locke Lectures в 2020 году.
Автор «Freedom Within Reason» (Oxford University Press, 1990). А также Meaning in Life and Why it Matters (Princeton, 2010), The Variety of Values: Essays on Morality, Meaning, and Love (Oxford, 2015).